# Ряпідь
Ря́підь — село в Україні, в Горінчівській сільській громаді Хустського району Закарпатській області.
Існують дані, що першими поселенцями на території села були сербо-хорвати, половці та німці
Вперше село згадується в писемних джерелах 1415 року. Це було невеличке заселення на території сучасного села Ряпідь. Коли на село напали татари, всі люди втекли в ліси, а їх хати були спалені кочівниками. Після того, як кочівники залишили населений пункт, селяни повернувшись із лісу і побудували своє нове село, а про Ряпідь надовго забули.
Згадується у 1898- як Rjapedin, інші згадки: 1902-Rjapedin, 1944- Rápigy, Ряпідь, 1983-Ряпідь.

## Туристичні місця
- долина річки Ріка
- мінджерела

## Населення

### Мова
Розподіл населення за рідною мовою за даними перепису 2001 року:
| Мова       | Відсоток |
| ---------- | -------- |
| українська | 100%     |

## Люди
В селі народився Туряниця Іван Іванович — український радянський державний і партійний діяч.